# 佐々木成三
佐々木 成三（ささき なるみ、1976年11月13日 - ）は、日本の犯罪コメンテーター、犯罪評論家、元警察官。最終階級は警部補。岩手県一関市出身。ブルーミングエージェンシー所属。兄はジャーナリストで大和大学教授の佐々木正明。

## 来歴
1995年に岩手県立一関第二高等学校を卒業後、埼玉県警察に入る。元埼玉県警察本部刑事部捜査第一課警部補。デジタル捜査班の班長として、デジタル証拠の押収解析を専門とし、サイバー犯罪の捜査にも関わる。また、数多くの重要事件捜査本部において、被疑者の逮捕や取り調べ、捜査関係者からの情報収集、被害者対策や遺族担当にも従事して実績をあげた。
1998年、千葉県警察成田国際空港警備隊に2年間出向した。
2017年、同警察を退職。
退職後は一般社団法人スクールポリス理事、Yahoo!公式コメンテーター、情報経営イノベーション専門職大学客員教授、デジタルクライシス総合研究所顧問、さくら幸子探偵事務所顧問、法律事務所フォレスト警察関係顧問、あいの会顧問などを務める。
2023年6月22日放送の「徹子の部屋」に、元刑事として初登場した。
2023年11月、出身地である一関市の観光大使（いちのせき大使）に就任した。

## 出演

### テレビ
- ビートたけしのTVタックル（テレビ朝日、2019年7月28日、2022年3月13日、2024年2月11日）
- テレビ史を揺るがせた100の重大ニュース（TBSテレビ、2022年3月30日）
- 所さん!事件ですよ（NHK総合、2022年4月21日・6月23日）
- 逮捕の瞬間!密着24時スゴ腕刑事 怒りの大捜査線SP（フジテレビ、2022年7月12日）
- 報道の日2022（TBSテレビ、2022年12月18日）
- クローズアップ現代（NHK総合、2023年5月30日）
- ザ!世界仰天ニュース（日本テレビ、2023年6月13日）
- 徹子の部屋（テレビ朝日、2023年6月22日）
- 直撃記者＃お話聞かせてもらっていいですか？（TBSテレビ、2023年8月5日）
- 逮捕の瞬間！警察24時 2023秋 密着！熱血スゴ腕刑事 大追跡SP（フジテレビ、2023年10月24日）
- あさイチ!（NHK総合、2024年5月14日・11月11日）
- タモリステーション（テレビ朝日、2025年1月25日）
- newsX（CBCテレビ、2025年4月17日）

## 著書
- 『あなたのスマホがとにかく危ない」』2020年2月、祥伝社
- 『「刑事力」コミュニケーション』2020年4月、小学館
- 『あなたとあなたの大切な人を守る捜査一課式防犯BOOK』2020年5月、アスコム
- 『元捜査一課刑事が明かす手口 スマホで子どもが騙される』2021年2月、青春出版社

原案・監修
- 『リアルケイドロ 捜査ファイル01 渋谷編: 逃亡犯を追いつめろ!』著：江橋よしのり、2022年6月、小学館